# 박성용
박성용(朴晟容, 1932년 2월 17일 ~ 2005년 5월 23일)은 대한민국의 기업인이다.

## 인물
금호아시아나그룹의 창업자인 박인천 전 회장의 맏아들로 호는 문호(雯湖), 전라남도 광주군(現 광주광역시)에서 태어났다. 미국 예일 대학교 대학원 경제학박사 학위를 취득하고 1968년에 귀국해 2년간 청와대 경제비서관 등 공직 생활을 했다.
1984년에 그룹의 총수가 되어 1996년에 명예회장직으로 물러나고 이후 금호문화재단 이사장직을 맡았다. 1997년 예술의전당 이사장직을 맡았고 2003년 한국메세나협의회 제4대 회장을 맡았다. 2005년 5월 23일 미국의 한 병원에서 숙환으로 별세했다.

## 학력
- 중앙고등학교 졸업
- 서울대학교 사회학과 중퇴
- 일리노이 주립 대학교 경제학 석사
- 예일 대학교 경제학 박사

### 명예 박사 학위
- 2006년 : 서울대학교 명예철학 박사

## 경력
- 2003년 : 한국메세나협의회 4대 회장
- 2002년 6월 : 제4대 광주과학기술원 이사장
- 1998년 ~ 2001년 : 예술의전당이사장
- 1996년 4월 : 금호아시아나문화재단 이사장
- 1996년 4월 ~ 2005년 5월 : 금호아시아나그룹 명예회장
- 1984년 8월 ~ 1996년 : 금호그룹(금호아시아나그룹) 제2대 회장
- 1981년 : 금호건설 회장
- 1976년 12월 ~ 1982년 12월 : 금호석유화학 대표이사
- 1974년 3월 ~ 1981년 2월 : 금호실업 (현 금호아시아나그룹) 사장
- 1971년 : 서강대학교 경제학과 교수
- 1968년 10월 ~ 1970년 4월 : 대통령비서실 경제담당 보좌관

## 가족 관계
- 아버지 : 박인천 (1901 ~ 1984) 금호아시아나그룹(창업회장), 금호석유화학(창업회장)
- 어머니 : 이순정 (1909 ~ 2011)
  - 배우자 : 마가렛 클라크 박 (1939 ~ 2013)
    - 딸 : 박미영 (1965 ~ )
    - 아들 : 박재영 (1970 ~ )
    - 자부 : 구문정 (1975 ~ ) 
      - 손자 : 박준명 (2000 ~ )

  - 여동생 : 박경애 (1934 ~ )
  - 남동생 : 박정구 (1937 ~ 2003) 제3대  금호아시아나그룹 3대 회장
  - 여동생 : 박강자 (1941 ~ ) 금호미술관 관장, 금호아시아나문화재단 부이사장
  - 남동생 : 박삼구 (1945 ~ ) 제4대 금호아시아나그룹 회장
  - 남동생 : 박찬구 (1948 ~ ) 금호아시아나그룹 전 석유화학부분 회장, 금호석유화학 회장
  - 여동생 : 박현주 (1953 ~ , 대상홀딩스 부회장 (대상홀딩스 임세령 상무의 어머니)
  - 남동생 : 박종구 (1958 ~ ) 초당대학교 총장 제50대 교육부 차관

| 전임 박인천 | 제2대 금호아시아나그룹 회장 1984년 ~ 1997년 | 후임 박정구 |

|  | 제1대 금호아시아나그룹 명예회장 1997년 ~ 2005년 |